# Мунутоседа-Яха
Мунутоседа-Яха (устар. Муну-То-Седэ-Яха) — река в России, протекает по территории Пуровского района Ямало-Ненецком автономного округа. Устье реки находится в 71 км по левому берегу реки Нгарка-Табъяха. Длина реки — 16 км.

## Данные водного реестра
По данным государственного водного реестра России относится к Нижнеобскому бассейновому округу, водохозяйственный участок реки — Пур. Речной бассейн реки — Пур.
Код объекта в государственном водном реестре — 15040000112115300062217.